# 야즈나발키야
야즈나발키야 또는 야갸발키야(산스크리트어: याज्ञवल्क्य, IAST:Yājñavalkya)는 브리하드아란야카 우파니샤드 (기원전 700년경)와 타이티리야 우파니샤드에서 중요하게 언급되는 힌두 베다 현자이다. 야즈나발키야는 존재, 의식, 무상성의 본질에 대한 형이상학적 질문을 제시하고 토론하며, 보편적인 자기와 아트만을 발견하기 위한 인식론적 교리인 네티 네티("이것도 아니고, 저것도 아니다")를 설명한다. 그에게 귀속되는 문헌으로는 야즈나발키야 스므리티, 요가 야즈나발키야 및 베단타 학파의 일부 문헌들이 있다. 그는 마하바라타뿐만 아니라 여러 푸라나, 브라마나, 아란야카에서도 언급된다.

## 이름
야즈나발키야라는 이름은 의식을 의미하는 야즈나에서 파생되었다.

## 문헌 속 묘사
야즈나발키야는 바이샴파야나의 제자이자 슈클라 야주르베다 삼히타의 편집자였다. 야즈나발키야는 우달라카 아루니의 제자로, 그를 논쟁에서 이겼다.

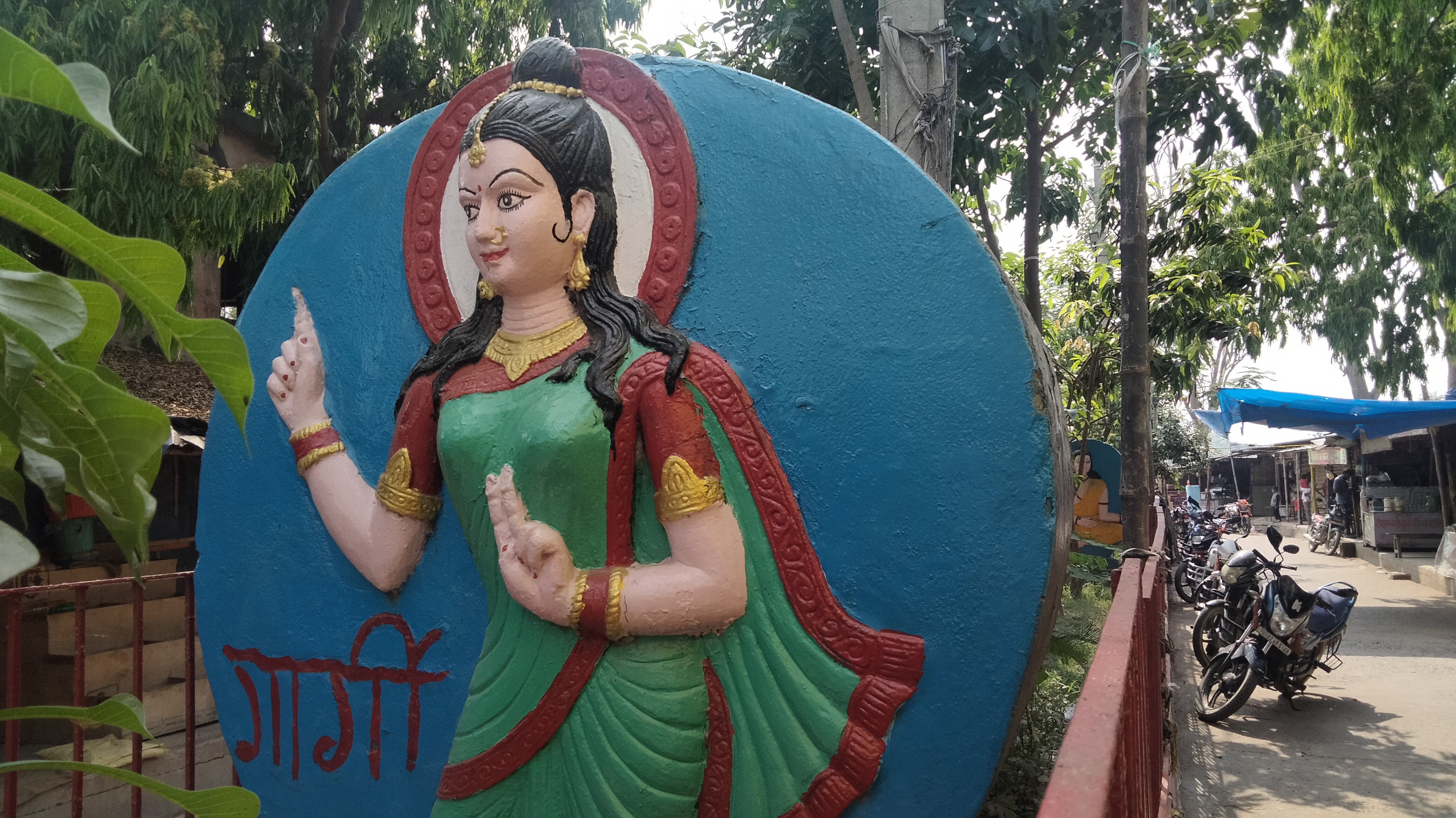
우차이트 바가와티 만디르 단지에 있는 가르기 기념상

슈클라 야주르베다와 브리하드아란야카 우파니샤드 모두에서 그는 무뚝뚝하고, 도발적이며, 비꼬는 듯한 인물로 묘사된다. 야즈나발키아 스므리티의 첫 구절에서 야즈나발키야는 "요게슈바라", 즉 "요기의 왕"으로 묘사된다.
야즈나발키야는 인도 동부 비데하의 미틸라에서 자나카 왕이 주최한 바후닥시나 야즈나라는 논쟁에서 중심적인 역할을 하며, 이 논쟁에서 그는 전국의 철학자들을 물리친다. 논쟁은 가르기, 즉 여성 학자이자 자나카 왕 궁정의 아홉 보석 중 한 명이 야즈나발키야가 그들 모두 중 가장 뛰어난 브라만이라고 명확히 주장하면서 끝났다.
브리하드아란야카 우파니샤드에서 일련의 대화는 야즈나발키아가 두 명의 아내인 마이트레이와 카탸야니를 둔 것으로 묘사한다. 카탸야니와 달리 마이트레이는 영적인 지식을 얻는 데 더 관심이 많았다. 마이트레이는 브라만에 대해 논하는 브라마와디니로 알려져 있었다. 카탸야니는 단순히 "스트리프라즈나"로 묘사되는데, 이는 "여성다운 지식"으로 번역되며, 전통적으로 여성의 역할에 능통한 사람을 의미할 수 있다. 야즈나발키야와 카탸야니가 만족스러운 가정 생활을 하는 동안, 마이트레이는 형이상학을 공부하고 "내성적 자기 탐구" 외에도 남편과 신학적 대화를 나누었다. 브리하드아란야카 우파니샤드와 대조적으로 서사시 마하바라타는 마이트레이를 아름다운 젊은 불이일원론 학자로 묘사하지만 결혼은 하지 않는다고 말한다.
샤르프슈타인은 야즈나발키야를 기록된 역사상 최초의 철학자 중 한 명으로 본다. 야즈나발키야는 비첼에 의해 불이일원론 (아트만과 브라흐만의 불이성)이라는 용어를 만들어낸 것으로 인정받는다. 그에게 귀속되는 세속적 애착을 버리는 사상은 힌두교의 산야사 전통에 중요했다.

## 경전적 언급
야즈나발키야는 산스크리트어로 된 몇몇 주요 고대 문헌들, 즉 슈클라 야주르베다, 샤타파타 브라마나, 브리하드아란야카 우파니샤드, 타이티리야 우파니샤드, 다르마샤스트라 중 야즈나발키야 스므리티, 브리다 야즈나발키야와 연관되어 있다. 그는 마하바라타, 푸라나에서도 언급되며, 또한 이시바시야임과 같은 고대 자이나교 문헌에서도 언급된다. 자이나교 문헌 이시바시야임에서 현자 야즈나발키야는 잔나바카로도 알려져 있다.

### 타이티리야 우파니샤드
야즈나발키야는 타이티리야 우파니샤드에 언급되어 있다. 옛날에 구루 바이샴파야나는 그의 주요 제자 중 한 명인 야즈나발키야에게 화를 냈다. 그는 야즈나발키아에게 자신에게서 배운 모든 지식을 돌려달라고 요구했다. 그 지시에 따라 야즈나발키야는 모든 지식을 토해냈다. 그러자 구루는 다른 제자들에게 자고새 (즉, 타이티리야 새)의 모습으로 변하여 토해낸 것을 먹으라고 지시했다. 이 이야기가 이 우파니샤드가 타이티리야 우파니샤드라고 명명된 이유이다. 이 이야기는 야즈나발키야의 천재성을 보여주기 위한 것이다. 야즈나발키야는 또한 구루의 지식을 취하고 자신의 통찰력을 더했다고 한다. 그러한 지식을 보고 구루는 기뻐하며 다른 제자들에게 야즈나발키야에게서 배우라고 지시했다. 이 은유를 통해 학생은 타이티리야 새처럼 지식에 대한 갈증을 가지고 능동적이 되도록 격려받는다.

### 브리하드아란야카 우파니샤드
브리하드아란야카 우파니샤드는 기원전 700년경으로 추정된다. 브리하드아란야카 우파니샤드는 야즈나발키야의 매력적인 성격을 강조하며 그의 자신감에 초점을 맞춘 것으로 유명하다.
야즈나발키야는 슈클라 야주르베다의 일부인 브리하드아란야카 우파니샤드에서 중심적인 위치를 차지한다. 이 경전은 인도 동부 비데하의 미틸라에 있는 자나카 왕 앞에서 열린 힌두 경전에서 가장 유명한 논쟁 중 하나를 자세히 설명하며, 이 논쟁에서 야즈나발키야는 전국의 철학자들을 물리친다.
브리하드아란야카 우파니샤드의 첫 번째 이야기에서 자나카 왕은 바후닥시나 야즈나라는 희생제를 주최하는데, 그는 가장 뛰어난 브라흐미스타라고 불리는 브라만에게 금 뿔이 달린 암소 천 마리를 기증할 의향이 있었다. 야즈나발키야는 즉시 제자 사마슈라바에게 암소들을 집으로 가져오라고 명령한다. 이로 인해 궁전에서는 아슈발라를 비롯한 다른 현자들 사이에서 야즈나발키야가 왜 자신을 가장 위대하다고 선포했는지 의아해하며 소동이 일어난다. 야즈나발키야는 자신이 가장 위대한 브라흐미스타라고 주장하지 않으며, 가장 위대한 브라흐미스타는 실제로 존경받아야 한다고 말한다. 야즈나발키야는 단지 암소들을 원했을 뿐이라고 말한다. 이것은 현자들 사이의 철학적 논쟁으로 이어지는데, 야즈나발키야는 질문에 정확하게 답함으로써 그와 대면하는 각 상대를 물리친다. 논쟁의 주요 참가자 중 일부는 아슈발라, 우달라카 아루니, 부주, 사칼리야, 아르타바가, 우샤스타, 카볼라 등이며, 이들 중 많은 이들이 다른 힌두 문학에서 잘 알려져 있다.
가르기는 후에 브리하다란야카 우파니샤드 3.6절과 3.8절의 논쟁 두 부분에 나타난다. 가르기는 여성 학자였으며 자나카 왕 궁정의 아홉 보석 중 한 명이었다. 3.6절에서 가르기는 세계의 다양한 요소들의 지지 또는 원인이 무엇인지 연속적으로 물으며, 세계의 계층적 질서를 설정한다. 가르기는 마침내 브라흐만의 지지에 대해 묻는다. 야즈나발키야는 "오 가르기여, 너무 많이 묻지 말라, 그대의 머리가 떨어질라. 우리는 너무 많이 물어서는 안 되는 신에 대해 너무 많이 묻고 있다."라고 대답한다.
야즈나발키야는 가르기에게 브라만을 넘어서는 것을 묻지 말라고 위협한다. 가르기는 침묵한다. 야즈나발키야는 모든 것의 지지자인 그것의 지지자가 누구인지 질문할 수 없다는 것을 설명하려고 의도했다. 야즈나발키야의 위협은 복잡한 질문을 중단시키기 위한 강압적인 행동이 아니라, 가르기가 아직 깨닫지 못했던 유한한 논의를 끝내기 위한 것이었다.
3.8절에서 가르기는 야즈나발키야에게 마지막 일련의 질문을 던지며, 이 질문들에 답할 수 있다면 다른 어떤 브라만도 이 논쟁에서 그를 이길 수 없을 것이라고 선언한다. 이번에는 가르기의 수사학이 바뀌었음이 보인다. 3.6절에서처럼 성급하거나 너무 열정적으로 질문하는 대신, 가르기의 질문은 최종 시험을 통해 논쟁의 정점에 도달하는 데 더 집중되고 목표 지향적이 된다. 그녀는 먼저 "하늘 위에 있는 것, 땅 아래에 있는 것, 하늘과 땅 사이에 있는 것, 그리고 사람들이 과거, 현재, 미래라고 부르는 것 – [이 모든 것의 지지대는 무엇인가]?"라고 묻는다. 야즈나발키야는 이 모든 것의 지지대는 공간이라고 답한다. 그러자 가르기는 공간의 지지대가 무엇인지 묻는다. 야즈나발키야는 형이상학적 요소인 악샤르(브리하드아란야카 우파니샤드 3.8.8-9) 또는 불멸의 것에 대해 논함으로써 답한다. 야즈나발키야는 말한다, "이 불멸의 것은, 가르기여, 보는 자이지만 보이지 않는다; 듣는 자이지만 들리지 않는다; 생각하는 자이지만 생각되지 않는다; 지각하는 자이지만 지각되지 않는다. 이것 외에 다른 보는 자는 없다. 이것 외에 다른 듣는 자는 없다. 이것 외에 다른 생각하는 자는 없다. 이것 외에 다른 지각하는 자는 없다."
가르기의 학문적 역량은 그녀가 이 논쟁 전체에서 브라흐만 개념을 논한 최초의 인물이라는 사실을 통해 묘사된다. 논쟁은 여성 학자 가르기가 야즈나발키야가 그들 모두 중 가장 뛰어나다고 명확히 주장하면서 끝난다.
브리하드아란야카 우파니샤드의 제4장에서 야즈나발키야는 세속적인 것을 버리고 가족을 떠나기로 결정한다. 그때 야즈나발키야의 아내 마이트레이는 야즈나발키야에게 영혼의 개념에 대해 묻는다. 마이트레이 또한 매우 현명하고 학구적이었다. 그녀는 언젠가 야즈나발키야에게 세상의 모든 재산으로 불멸이 될 수 있는지 물었고, 야즈나발키야는 부인했다. 그러자 그녀는 설교한다. "내가 불멸이 되지 못하는 것으로 무엇을 해야 하는가?"
브리하드아란야카 우파니샤드는 여성들이 종교 논쟁에 참여하는 모습을 묘사한 최초의 문헌 중 하나이다. 가르기와 마이트레이는 모두 브리하드아란야카 우파니샤드의 가장 깊은 영적 주제, 즉 브라흐만과 아트만에 대해 논하며 그들의 지식과 호기심을 보여준다.

## 저서

### 슈클라 야주르베다
야즈나발키야는 신으로부터 슈클라 야주르베다를 받은 선견자였다. 따라서 그는 슈클라 야주르베다 전통의 창시자로 알려져 있다. 야즈나발키야 자신은 이렇게 언급한다. "요가를 통달하고자 하는 자는 내가 태양으로부터 받은 아란야카와 내가 선포한 요가 논문을 알아야 한다." (야즈나발키야 스므리티 3.110).

### 야즈나발키야 스므리티
야즈나발키야 스므리티는 브라만을 포함한 모든 계층의 사람들에게 지시를 제공한다. 이 책은 야즈나발키야가 그의 현명한 제자들에게 사회의 법 또는 다르마에 대해 담론하는 형식으로 쓰여졌다. 이 경전은 다음 세 부분으로 나뉜다: (1) 아차라 (즉, 행동), (2) 뱌바하라 (즉, 법적 절차), (3) 프라야스치타 (즉, 속죄). 두 번째 부분에서 야즈나발키야는 전체 재판 과정을 소장, 항변, 증거, 판결의 네 단계로 나눈다. 세 번째 부분에서 야즈나발키야는 프라야스치타를 통해 영혼과 세상이 기뻐한다고 주장한다. (야즈나발키아 스므리티 3.20).
야즈나발키야 스므리티는 종종 이전에 쓰여진 다르마 샤스트라인 마누 법전과 비교된다. 마누 스므리티와 야즈나발키야 스므리티 둘 다 힌두 법의 궁극적인 원천으로 여겨지지만, 야즈나발키야의 스므리티가 마누의 것보다 더 권위 있는 것으로 간주되었다. 두 작품 모두 유사하지만, 야즈나발키야는 경직성을 덜 강조하고 실용성에 더 중점을 둔다. 야즈나발키야의 스므리티는 마누의 것보다 더 정확하고 체계적이다. 영국인들도 야즈나발키야 스므리티를 그들이 "힌두 법"이라고 부르는 것의 기초로 여겼다.
야즈나발키야 스므리티는 12세기 중반 비즈나네슈바라가 미탁샤라라는 주석을 써서 더욱 유명해졌다.

### 요가 야즈나발키야
요가 야즈나발키야는 야즈나발키아가 요가 지식에 대해 쓴 주석이다.
요가 야즈나발키야 텍스트의 실제 저자는 아마도 베다 시대의 현자 야즈나발키야보다 수세기 후에 살았던 인물일 것이다. 매니토바 대학교 종교학 교수인 이안 위처(Ian Whicher)는 요가 야즈나발키아의 저자가 고대의 야즈나발키야일 수 있지만, 이 야즈나발키야는 "브리하다란야카 우파니샤드로 힌두교에서 존경받는" 베다 시대의 야즈나발키야와 혼동되어서는 안 된다고 말한다.
비슈와나트 나라얀 만드리크에 따르면, 다른 문헌들에 나타나는 야즈나발키야에 대한 이러한 언급들은 동명의 요가 야즈나발키야 외에도 같은 이름을 가진 두 명의 다른 현자일 수 있다고 한다.

## 사상

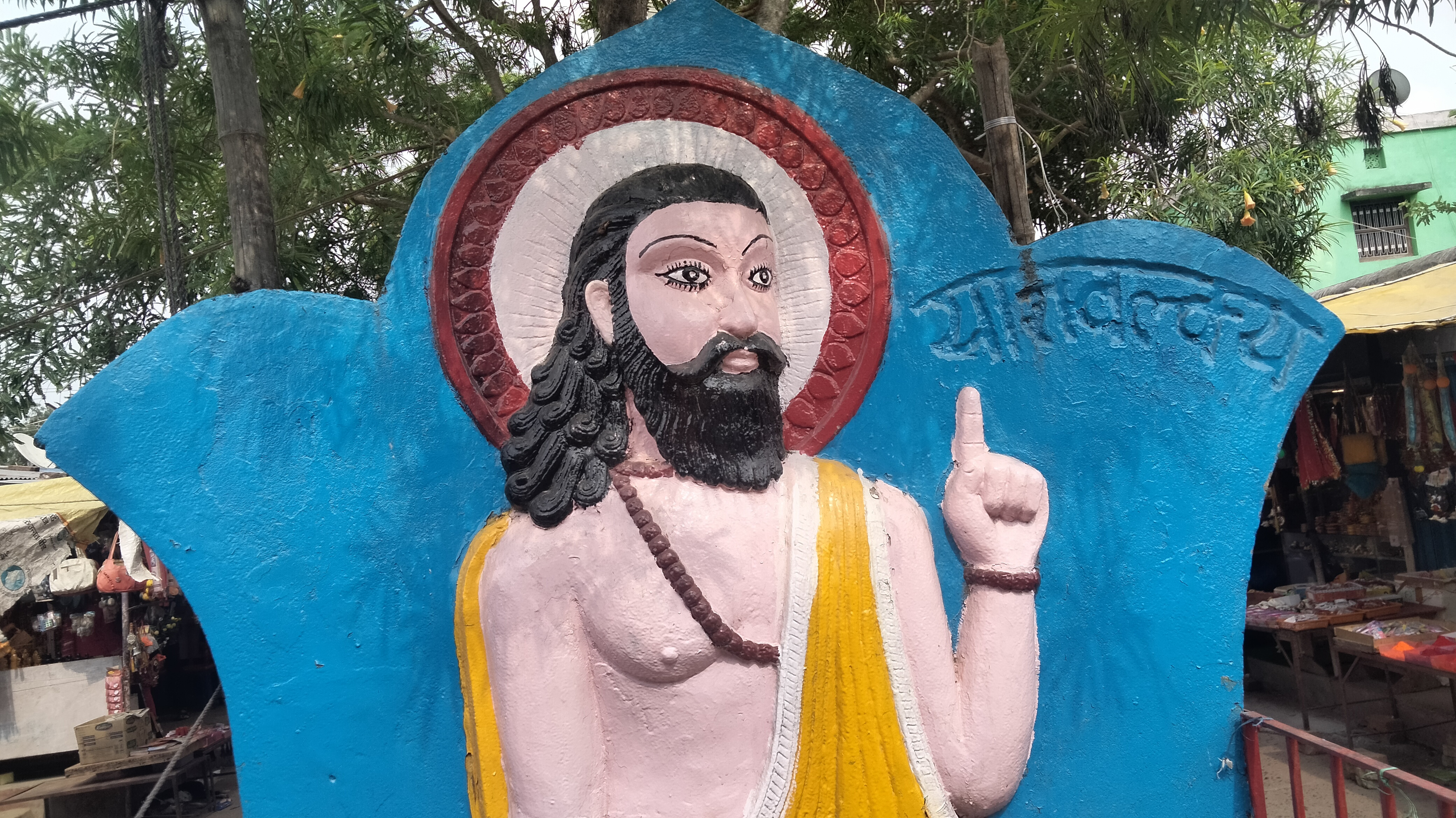
비하르주 미틸라의 마두바니 구에 있는 베니파티 마을 근처 우차이트 바가와티 만디르 입구에 있는 야즈나발키야 동상

### 업과 윤회에 대하여
업과 윤회 이론에 대한 초기 설명 중 하나는 야즈나발키야의 논의에 나타난다.

이제 사람은 이렇거나 저렇듯이,

자신이 행동하는 바에 따라, 그리고 자신이 처신하는 바에 따라 그러할 것이다;

선한 행위를 한 사람은 선해지고, 악한 행위를 한 사람은 악해진다;

그는 순수한 행위로 순수해지고, 악한 행위로 악해진다;

그리고 여기에서 그들은 사람이 욕망으로 이루어져 있다고 말하며,

그의 욕망이 그러하듯이, 그의 의지도 그러하다;

그리고 그의 의지가 그러하듯이, 그의 행위도 그러하다;

그리고 그가 어떤 행위를 하든지, 그것을 거둘 것이다.
— 브리하드아란야카 우파니샤드 4.4.5-6, 

막스 뮐러와 파울 도이센은 각자의 번역에서 우파니샤드의 "영혼, 자아"와 "자유롭고 해방된 존재 상태"에 대한 견해를 다음과 같이 묘사한다: "[자아]는 불멸하니, 그는 소멸할 수 없기 때문이다; 그는 애착이 없으니, 자신에게 애착하지 않기 때문이다; 얽매이지 않으니, 그는 고통받지 않고, 실패하지 않는다. 그는 선과 악을 초월하며, 그가 행한 것이나 행하지 않은 것이 그에게 영향을 미치지 않는다. (...) 그러므로 그것을 아는 자[자기실현에 도달한 자]는 고요해지고, 복종하며, 만족하고, 인내심을 가지고, 침착해진다. 그는 자기 속에서 자기를 보고, 모든 것을 자기로 본다. 악이 그를 압도하지 못하고, 그는 모든 악을 압도한다. 악이 그를 태우지 못하고, 그는 모든 악을 태운다. 악에서 자유롭고, 얼룩에서 자유롭고, 의심에서 자유로워 그는 아트만-브라흐만이 되었다; 이것이 브라흐마 세계이니, 오 왕이여, 야즈나발키야가 이같이 말씀하셨습니다.

### 영적 해방에 대하여
브리하드아란야카 우파니샤드의 4.3절은 야즈나발키야에게 귀속된다. 이 절은 자나카와 야즈나발키야 사이의 대화를 담고 있으며, 의식과 존재의 다양한 상태, 즉 깨어남, 꿈, 깊은 잠, 죽음, 전이, 최종 해방에서의 아트만의 본질을 탐구한다. 이는 해탈 (해방, 자유)의 전제를 논하고, 가장 많이 연구되는 찬가 중 일부를 제공한다. 파울 도이센은 이를 "풍부함과 따뜻한 표현이 독특하며" 현대에도 그 가치를 온전히 유지하는 심오함을 지녔다고 평한다.

### 인간의 빛에 대하여
자나카 왕이 "인간의 빛은 무엇입니까?"라고 묻자, 그는 "오 왕이여, 태양입니다. 왜냐하면 인간은 태양만을 빛으로 삼아 앉고, 움직이고, 일하고, 돌아오기 때문입니다."라고 답한다. 그러자 왕이 "태양이 지면 인간의 빛은 무엇입니까?"라고 묻자, 그는 "실로 달이 그의 빛입니다. 왜냐하면 인간은 달만을 빛으로 삼아 앉고, 움직이고, 일하고, 돌아오기 때문입니다."라고 답한다. 그러자 왕이 "오 야즈나발키야여, 태양이 지고, 달이 지면 인간의 빛은 무엇입니까?"라고 묻자, 그는 "실로 불이 그의 빛입니다. 왜냐하면 인간은 불만을 빛으로 삼아 앉고, 움직이고, 일하고, 돌아오기 때문입니다."라고 답한다. 그러자 왕이 "오 야즈나발키야여, 태양이 지고, 달이 지고, 불이 꺼지면 인간의 빛은 무엇입니까?"라고 묻자, 그는 "실로 소리가 그의 빛입니다. 왜냐하면 인간은 소리만을 빛으로 삼아 앉고, 움직이고, 일하고, 돌아오기 때문입니다. 그러므로 오 왕이여, 자신의 손도 볼 수 없을 때에도 소리가 나면 그쪽으로 갑니다."라고 답한다. 그러자 왕이 "오 야즈나발키야여, 태양이 지고, 달이 지고, 불이 꺼지고, 소리가 잠잠해지면 인간의 빛은 무엇입니까?"라고 묻자, 그는 "실로 자아가 그의 빛입니다. 왜냐하면 인간은 자아만을 빛으로 삼아 앉고, 움직이고, 일하고, 돌아오기 때문입니다."라고 답한다.

### 자아에 대하여
그는 일련의 부정을 통해 자아를 묘사하며, 자아는 "이것이 아니고, 저것도 아니다"(네티, 네티)라고 말한다. 즉, 붙잡을 수 없고, 파괴될 수 없으며, 애착하지 않고, 자신이 행한 좋거나 나쁜 어떤 것에도 흔들리지 않는다. 그러고 나서 그는 이 진리를 아는 자는 "통제되고, 평화롭고, 인내심이 있고, 믿음으로 가득하며", "모두가 그의 자아가 되고", "그는 모든 사람의 자아가 된다"고 말한다.

### 꿈에 대하여
야즈나발키야는 꿈이 자아의 능동적인 투사라고 믿었다. 그에게 이것은 꿈이 현실 자체의 창조적인 본질을 공유한다는 증거였다.

### 사랑과 영혼에 대하여
브리하드아란야카 우파니샤드의 마이트레이-야즈나발키야 대화는 사랑이 "자신(ātman)에 대한 사랑"에 의해 움직인다고 말하며, 아트만과 브라흐만의 본질과 그들의 통일성을 논한다. 이는 후기 불이일원론 철학의 핵심을 이룬다. 이 대화는 마드얀디나 샤카와 칸바 샤카 베다 학파의 두 원고 판본으로 전해진다. 비록 문학적으로 상당한 차이가 있지만, 같은 철학적 주제를 공유한다.
이 대화는 여러 힌두 경전에 나타나는데, 가장 초기 형태는 무키야 우파니샤드 중 하나이자 가장 오래된 우파니샤드인 브리하드아란야카 우파니샤드의 2.4장과 수정된 4.5장에 있다. 힌두 철학의 영향력 있는 불이일원론 학파의 학자인 샹카라는 그의 브리하드아란야코파니샤드 바샤에서 브리하드아란야카 우파니샤드 2.4장의 마이트레이-야즈나발키야 대화의 목적은 아트만과 브라흐만 지식의 중요성을 강조하고 그들의 일체성을 이해하는 것이라고 썼다. 샹카라에 따르면, 이 대화는 브라흐만과 아트만의 지식을 얻는 수단으로 슈루티 (힌두교의 베다 경전)에 세속적 욕망의 포기가 규정되어 있음을 시사한다. 그는 마이트레이 대화가 우파니샤드에서 브라흐만 논의의 "논리적 결말"로 4.5장에서 반복되므로 자기 지식 추구가 슈루티에서 중요하게 여겨진다고 덧붙인다.
"내면의 자아", 즉 영혼에 대한 대화를 마무리하며 야즈나발키야는 마이트레이에게 말한다:

사람은 실로 자아를 보고, 듣고, 이해하고, 명상해야 한다, 오 마이트레이여;

실로, 자아를 보고, 듣고, 숙고하고, 이해한 자는 오직 그를 통해서만 온 세상이 알려진다.
— 브리하드아란야카 우파니샤드 2.4.5b

### 다르마에 대하여
야즈나발키아 스므리티에서 야즈나발키야는 다르마의 다원성을 강조하며, 베다, 기억, 의로운 행위, 자기 만족, 그리고 올바른 의도에 뿌리박은 욕망을 포함한 여러 출처를 인용한다. 그는 올바른 의도로 욕망을 충족시키는 것이 다르마의 일부라는 개념을 도입하는데, 이는 이전 텍스트들과는 다른 점이다. 야즈나발키야는 다르마에서 기부 (다나)와 요가의 중요성을 강조하며, 그것들을 핵심적인 수행으로 간주한다. 그는 자아를 이해하는 자들이 다르마에 대한 더 뛰어난 지식을 가지고 있다고 제안한다. 야즈나발키아는 다르마를 일상생활, 왕의 행위, 비상 상황을 다루는 세 가지 범주로 나눈다. 그는 모든 다르마가 베다 출처에서 비롯된 것이 아니라, 일부는 세속적 관습에서 파생되거나 통치자에 의해 강제된다는 점을 인정한다.

## 같이 보기
- 네티 네티
- 고대 미틸라 대학교
- 비데하의 자나카
- 가르기 바차크나비
- 우달라카 아루니
- 아슈타바크라
- 야즈나발키야 아슈람
- 두르왁샤트 만트라

## 참고 문헌
- Brereton, Joel P. (2006). 《The Composition of the Maitreyī Dialogue in the Brhadāraṇyaka Upaniṣad》. 《Journal of the American Oriental Society》 126. JSTOR 20064512.
- Deussen, Paul (2010). 《Sixty Upanishads of the Veda》. 모틸랄 바나르시다스. ISBN 978-81-208-1468-4.
- Hino, Shoun (1991). 《Suresvara's Vartika On Yajnavalkya'S-Maitreyi Dialogue》 2판. Motilal Banarsidass. ISBN 978-81-208-0729-7.
- Hume, Robert (1967). 《Brihadaranyaka Upanishad》. (Translator), Oxford University Press.
- Larson, Gerald James; Bhattacharya, Ram Shankar (2008). 《The Encyclopedia of Indian Philosophies: Yoga: India's philosophy of meditation》. Motilal Banarsidass. ISBN 978-81-208-3349-4.
- Marvelly, Paula (2011). 《Women of Wisdom》. Oxford: 오스프리 퍼블리싱. ISBN 978-1-78028-367-8.
- 《Yoga Yajnavalkya》. 번역 Mohan, A. G. 2판. Svastha Yoga. 2013. ISBN 978-9810716486.
- Olivelle, Patrick (1998). 《Upaniṣads》 (영어). Oxford University Press. ISBN 978-0-19-283576-5.
- Pechilis, Karen (2004). 《The Graceful Guru: Hindu Female Gurus in India and the United States》. Oxford University Press. ISBN 978-0-19-514537-3.
- White, David Gordon (2014). 《The "Yoga Sutra of Patanjali": A Biography》. Princeton University Press. ISBN 978-0691143774.
- Yajnavalkya (2019).  Patrick Olivelle, 편집. 《Yajnavalkya - A Treatise on Dharma》. Murty Classical Library of India 20. 번역 Patrick Olivelle. Harvard University Press. vii–xxxvii쪽. ISBN 978-0-674-27706-9.